# Krøsus
Krøsus (Kroisos) var født i 595 f.Kr og den sidste konge af Lydien 560-547 f.Kr. Han var berømt for sin rigdom. Hans navn er dermed blevet et øgenavn for velhavere med dyre vaner.
Krøsus/Kroisos er hovedpersonen i en af Herodots mest berømte tekster: Krøsus blev ramt af sin forfaders synd og af sin egen hybris, der førte til hans søns død og hans eget fald som konge af Lydien efter hovedstaden Sardes' fald i 546 f.Kr.

## Krøsus og Solon
Krøsus har fået æren for at have præget de første guldmønter af standardiseret renhed. De var lavet af elektrum, der sammenfalder med indholdet i aflejringer fundet i Paktolos-floden, der løb gennem den lydiske hovedstad Sardes. Ifølge græsk mytologi stammede guldet i Paktolos fra kong Midas af Frygien, der havde badet i floden i et forsøg på at skylle den magi af sig, der forvandlede alt han rørte ved, til guld. Guldet som lydierne fandt i Paktolos, kan have været medvirkende til sagnet om Jason og det gyldne skind. Krøsus’ guldmønter fulgte de første sølvmønter, møntet af kong Pheidon af Argos omkring 700 f.Kr. Efter at Krøsus var taget til fange af Kyros den Store i 546 f.Kr, overtog de sejrrige persere hurtigt den lydiske model, spredte Krøsus’ mønter langs de asiatiske handelsveje og lavede flere i rent guld og sølv i Krøsus’ møntværksted i Sardes. 
Herodots anden lov for historien og for menneskelivet går ud på, at menneskelig lykke ikke varer evigt. Som et eksempel benytter han Krøsus' skæbne, der kan minde om beretningen i Jobs Bog. Krøsus var konge over Lydien, et mægtigt rige mellem Grækenland og Persien. I sine paladser havde han ophobet enorme mængder af guld og sølv, som han holdt af at imponere sine gæster med. Til Sardes kom også Solon, og blev modtaget af Krøsus selv. Sikker på, at hans rigdomme havde gjort Solon målløs, spurgte Krøsus ham, om han havde set noget menneske, han ville anse som den lykkeligste af alle. Han forventede, at Solon ville anse ham, Krøsus, som den lykkeligste blandt mennesker.
Men i stedet sagde Solon, ifølge Herodot: "Ja, jeg ser nok, at du er meget rig og konge over mange. Men kalde dig lykkelig, kan jeg ikke, førend jeg hører, at du har afsluttet dit liv i lykke. I enhver ting må man se på dens afslutning. For der findes mange, som guden har ladet se lykken, for derefter at gøre det helt af med dem." Efter Solons afrejse blev Krøsus da også hårdt ramt af ulykke for sin hybris. Han havde to sønner: Atys, som var velskabt og sin fars øjensten, og en søn, der var døv. Nu blev Atys ved et uheld dræbt på jagt af sin fars gæst, Adrastos. Ved Atys' begravelse begik den sønderknuste Adrastos selvmord på graven. Krøsus sank hen i sorg i to år. Imens var Kyros den Store kommet til magten i Persien, og Krøsus bekymrede sig for, at landet kunne blive en trussel mod Lydien. Han søgte derfor råd hos oraklet i Delfi.

## Krøsus og Kyros den Store
Ifølge Herodot påbød Krøsus, at 3.000 stykker kvæg skulle slagtes for at gøre oraklets gud, Apollon, nådig stemt. Guld og sølv skulle smeltes om. På et enormt bål brændte han som offergaver kostbare møbler, smykker og purpurkjortler, og han påbød, at alle lydiere skulle bidrage med ofre, hver efter evne og anledning. Oraklet svarede ham: "Hvis du drager i krig mod Persien, ødelægger du et stort rige." I sin forblindelse tolkede Krøsus spådommen som Persiens undergang. Han overså, at også Lydien var "et stort rige". I stedet for at vinde krigen, tabte han, og blev ovenikøbet taget til fange og ført frem for kong Kyros.
Herodot beretter, at Kyros beordrede Krøsus stillet på et stort bål, bundet med fodlænker, sammen med fjorten unge lydiere. Måske tænkte Kyros på dette som et første offer til den gud, der havde bragt sejr, eller måske havde han hørt om Krøsus' fromhed og ville se, om nogen guddom ville frelse ham fra at blive brændt levende. Men stående på bålet kom Krøsus i tanker om, hvordan Solon havde sagt til ham, at intet menneske kan kaldes lykkeligt, så længe det endnu er i live. Han sukkede dybt og råbte Solons navn højt tre gange. Kyros' tolke spurgte ham, hvad det betød. Kyros forlangte at få bålet slukket, og Krøsus og de unge mænd ført væk fra det, men nu fik man ikke bugt med flammerne. Krøsus påkaldte med høj stemme Apollon, og straks trak det op til regn, trods vindstille og klar himmel. Strømmende regn slukkede ilden. Kyros spurgte ham så om hvem, der havde overtalt ham til at angribe Persien, så de var blevet fjender i stedet for venner. Krøsus lagde skylden på Apollon, "for ingen er så tåbelig, at han foretrækker krig for fred, eftersom sønnerne jo i fredstid begraver fædrene, mens fædrene i krig begraver sønnerne." Kyros fik ham løst fra lænkerne, og lod ham tage plads ved sin side. Alle betragtede nu Krøsus med beundring, men han sad tavs og fordybet i tanker.

## Krøsus og oraklet i Delfi
Med Kyros’ samtykke sendte den forbitrede Krøsus, ifølge Herodot, nogle lydiere til Delfi med ordre om at lægge hans lænker på templets tærskel og spørge guden, om han ikke skammede sig over, at han med sit orakelsvar havde forledet Krøsus til togtet mod perserne; og om de græske guder havde for vane at være utaknemlige. Dertil svarede Pythia: "Selv en gud kan ikke undgå sin skæbne. Krøsus bøder for det, hans oldefars far begik, han der var heraklidernes drabant, og forledet af en kvindes list dræbte sin herre og tilranede sig en magt, som han ikke havde ret til. Skønt Apollon bestræbte sig på, at Sardes’ fald først skulle ske under Krøsus’ sønner og ikke under ham selv, magtede han ikke at forandre skæbnens gang." Da lydierne gentog Pythias svar for Krøsus, indså han ifølge Herodot, at skylden var hans egen, og ikke gudens.

## Krøsus og felttoget mod massageterne
Krøsus dukker igen op hos Herodot, som Kyros den Stores gæst på dennes felttog mod massageterne, et folk bosat på de centralasiatiske stepper og øerne i floden Amu Darja. Massageternes regent var dronning Tomyris, og kong Kyros indledte sit felttog med at anholde om hendes hånd. Det takkede hun nej til, og kongens svar var at erklære hende krig. Tomyris oversendte ham sit budskab: "Opgiv din stræben, hersk over dine egne, og find dig i, at vi hersker over vore.(…)Hvis du er så ivrig efter at måle kræfter med os, kan du spare dig maset med at bygge broer: Vi trækker os tre dages vej tilbage fra floden, så I i ro og mag kan komme over i vores land. Hvis du hellere vil møde os i dit land, må du gøre det samme på din side."
Kyros’ råd bad ham samstemmigt om at trække sig tilbage og møde Tomyris og hendes hær på den persiske side af Amu Darja. Kun Krøsus talte imod det. Han rådede i stedet Kyros til at anrette et stort gæstebud med masser af mad og ublandet vin, så massageterne kom til at drikke og spise, til de segnede, hvorefter de nemt kunne tages til fange. Kyros sagde sig enig i den plan, og dronning Tomyris trak sig efter aftale tilbage fra floden, mens den persiske hær krydsede den. Kyros sendte dog for sikkerheds skyld sin søn Kambyses tilbage til Persien, ledsaget af Krøsus, som Kyros må have fået tillid til. Her forsvinder Krøsus ud af Herodots historie, og Herodot nævner ikke, om Krøsus' råd til perserkongen var en fælde, udtænkt som en hævn for den skændsel og det nederlag, Kyros havde ført over ham. - Dronning Tomyris opdagede Kyros' svig og gik til angreb med sin hær, efter at hendes søn Spargapises havde taget sit eget liv i Kyros' fangenskab. I det påfølgende slag blev Kyros den Store dræbt, og hans lig skændet af dronningen.